# نادی‌سناش
نادی‌سناش (به مجاری:  Nagyszénás) یک منطقهٔ مسکونی در مجارستان است که در ناحیه اوروش‌هازا واقع شده‌است. نادی‌سناش ۹۵٫۵۶ کیلومتر مربع مساحت و ۵٬۰۶۳ نفر جمعیت دارد.

## خواهرخوانده
شهر Nova Crnja خواهرخواندهٔ نادی‌سناش هست.